# Kanton Sarcelles-Nord-Est
Kanton Sarcelles-Nord-Est is een voormalig kanton van het Franse departement Val-d'Oise. Kanton Sarcelles-Nord-Est maakte deel uit van het arrondissement Sarcelles en telde 28.811 inwoners (1999).
Het werd opgeheven bij decreet van 17 februari 2014 met uitwerking in maart 2015

## Gemeenten
Het kanton Sarcelles-Nord-Est omvatte enkel een deel van de gemeente: Sarcelles